# Hassel, Sachsen-Anhalt
Hassel är en kommun och ort i Landkreis Stendal i förbundslandet Sachsen-Anhalt i Tyskland.
Den tidigare kommunen Bertkow uppgick i Hassel den 1 januari 2009.
Kommunen ingår i förvaltningsgemenskapen Arneburg-Goldbeck tillsammans med kommunerna Arneburg, Eichstedt, Goldbeck, Hohenberg-Krusemark, Iden, Rochau och Werben (Elbe).